# وريد كلوي
| كلية الإنسان 1. الأهرام الكلوية 2. شرايين بين الفصيصات 3. الشريان الكلوي 4. وريد كلوي 5. نقير الكلية 6. الحويضة 7. الحالب 8. كأس الكلية الثانوي |  | 9. محفظة الكلية 10. محفظة الكلية السفلية 11. محفظة الكلية العلوية 12. أوردة بين فصوص الكلية 13. الكليون 14. جيب كلوي 15. كأس الكلية الرئيسي 16. حليمة كلوية 17. عمود كلوي |

الأوردة الكلوية هي أوردة تصرف الدم من الكلية. تقوم أيضًا هذه الأوردة بربط الكلية بالوريد الأجوف السفلي.
هناك وريد كلوي واحد لكل كلية، باستثاء بعض الحالات التي يكون في أوردة كلوية متعددة.
ينقسم هذا الوريد إلى قسمين لدى دخوله إلى الكلية:
- فرع أمامي يستقبل الدم من القسم الأمامي للكلية.
- فرع خلفي ويستقبل الدم من القسم الخلفي للكلية.

عادةً يستقبل الوريد الكلوي الدم القادم من الحالب عبر فرع خاص.

## اللاتناسق
بسبب وجود الوريد الأجوف السفلي في الجزء الأيمن من الجسم، لذلك فإن الوريد الكلوي الأيسر عمومًا أطول من الأيمن.
بسبب عدم تناسق الوريد الأجوف السفلي وحشيًا، لذلك فإن الوريد الكلوي الأيسر عادةً يستقبل الأوردة التالية:
- الوريد الحجابي السفلي الأيسر
- الوريد الكظري الأيسر
- الوريد التناسلي الأيسر (الوريد الخصوي الأيسر في الذكور، والوريد المبيضي الأيسر في الإناث)
- الوريد القطني الثاني الأيسر

هذه الأوردة موجودة أيضًا في الجزء الأيمن من الجسم، كنها تصب مباشرة في الوريد الأجوف السفلي.

## الاعتلالات المرضية
هناك بعض الأمراض التي تتعلق بالوريد الكلوي، منها على سبيل المثال خثار الوريد الكلوي وأيضًا متلازمة كسارة البندق (متلازمة انحشار الوريد الكلوي).

## صور إضافية

تصوير مقطعي ثلاثي الأبعاد ويظهر وريد كلوي واحد (باللون الأحمر) لكل كلية
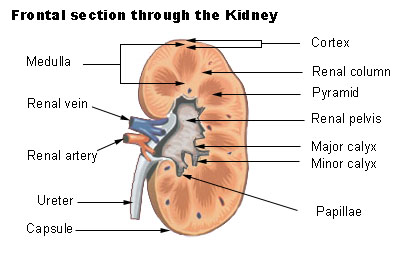
مقطع جبهي خلال الكلية
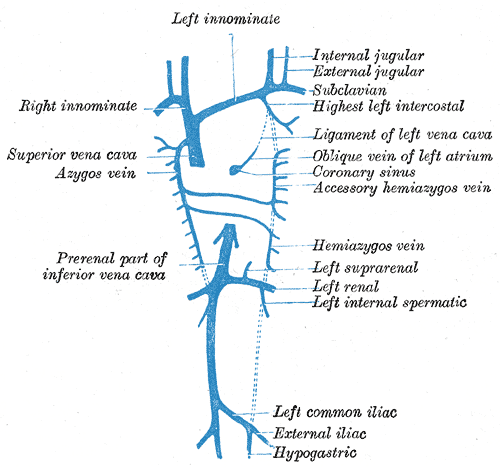
شكل توضيحي يظهر تطور الأوردة الجدارية
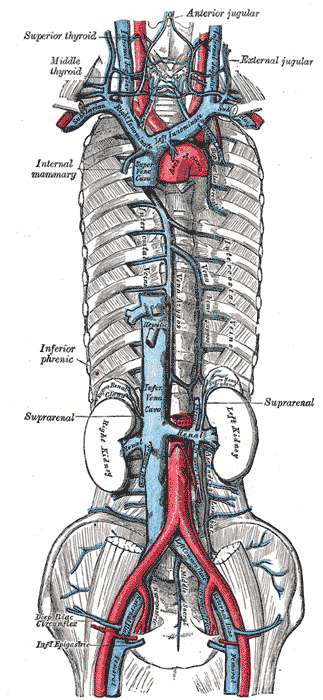
الوريدان الأجوفان والوريد الفرد، وروافدهم.
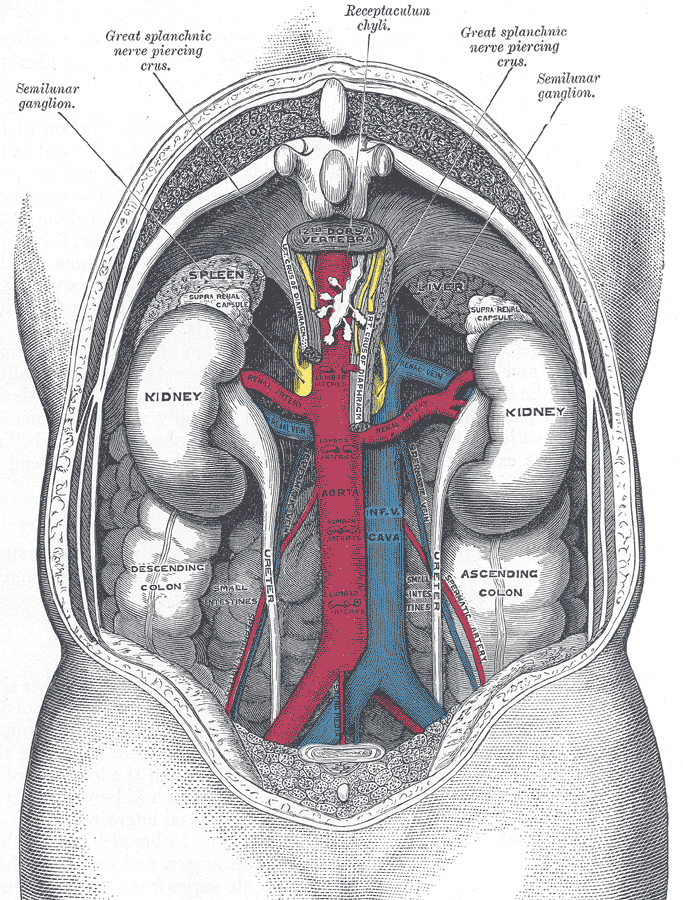
كلية الإنسان: مظهر خلفي بعد إزالة العمود الفقري
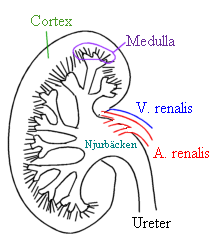
الكلية

## وصلات خارجية
- أشكال تشريح صني 40:06-05 - "الأعضاء خلف الصفاق في الجدار البطني الخلفي."